# XOXO
XOXO betyder "Hugs and Kisses" ("Kram og Kys" på dansk). Det bliver for det meste brugt af forelskede til at udtrykke hengivenhed i slutningen af breve, e-mails etc. 
Efterhånden er xoxo dog noget som bliver brugt af mange når de sender mails til både forældre, venner og bekendte. I starten var xoxo mest mellem forelskede, men jo mere xoxo er blevet en del af den amerikanske kultur bliver det brugt meget løst til alt og alle. Mange bruger det også i rundemails, da det er blevet en form for almindelig hilsen, ligesom vi skriver "kærlig hilsen" så skriver de xoxo. 
Det er usikkert hvad X og O står for. Nogle bruger Xet som krydsede arme i et kram, og Oet som kyssende læber. Dog er Xet som kys, og Oet som et kram oftere set.
Nogle mener at X repræsenterer kys, fordi bogstavet X på spansk hedder "equis", hvilket ligger tæt på det engelske "a kiss".
Brugen af XOXO menes at gå tilbage til brugen af et X eller kryds, som blev betragtet på linje med et løfte. På den tid, hvor de fleste mennesker ikke kunne skrive, underskrev de sig med et X: Som et mærke på ens ord.
Et kryds (X) i slutningen af et brev blev oftest kysset som et tegn på ærlighed – på samme måde som man ville kysse bibelen eller fingrene efter at have krydset dem som det kristne kors.
"X" var det gamle Hebraiske bogstav 'Tau' og var symbolet på Gud – og repræsenterede derfor ærlighed, helhed og perfektion.